# 王元
王 元（おう げん、生没年不詳）は、中国の新代から後漢時代初期にかけての武将・政治家。字は『後漢書』隗囂伝本伝によれば恵孟、『後漢書』馬援伝注によれば游翁と2通り伝わる。『後漢書』隗囂伝本伝は司隷左馮翊長陵県の人としているが、同注『東観漢記』は司隷京兆尹杜陵県の人としている。

## 事跡

### 隗囂の腹心
| 姓名           | 王元                                                           |
| 時代           | 新代 - 後漢時代                                                |
| 生没年         | 〔不詳〕                                                       |
| 字・別号       | 恵孟または游翁（字）                                           |
| 本貫・出身地等 | 司隷左馮翊長陵県 （一説に司隷京兆尹杜陵県）                    |
| 職官           | 大将軍〔隗囂〕→将軍〔成家〕 →上蔡県令〔後漢〕→東平国相〔後漢〕 |
| 爵位・号等     | -                                                              |
| 陣営・所属等   | 隗囂→公孫述→光武帝                                             |
| 家族・一族     | 〔不詳〕                                                       |

新末後漢初における群雄の一人として隴右に割拠した隗囂の配下である。隗囂が挙兵して名声を高めると、王元もその配下に加わり、大将軍に任命されている。
建武5年（29年）、隗囂は子の隗恂を人質として光武帝の下に送った。しかし王元と王捷は、天下の情勢は依然として不透明とみなし、光武帝に心から服属することを望まなかった。そこで王元は、守りを固め、軍を養って事態の推移を見守り、光武帝に変があれば直ちに覇を唱えるべきである、と隗囂に進言している。隗囂もこれを採用した。
建武6年（30年）、漢の来歙が符節を持って隗囂を訪問し、蜀（成家）の公孫述討伐への参加を要求した。しかし隗囂は、王元の言により公孫述への傾斜を強めていたため、これに応じなかった。遂に憤った来歙は隗囂を問い詰め、前に出て刺そうとする。隗囂が兵を呼び集めたところ、来歙は節杖を地に突いて退出した。
王元は隗囂に来歙を斬るよう進言したが、来歙は王遵ら他の隗囂配下から弁護された。結局隗囂は王元に命じ、隴坻（隴県）を兵で固め、道を材木で塞いで来歙を追い詰め殺害しようとする。しかし、来歙は逃げ帰ることが出来た。
これにより、隗囂はついに光武帝に反することになり、耿弇らが率いる漢軍を隴右から駆逐する。さらに王元・行巡は隗囂の命令により三輔へ逆進攻したが、漢軍の馮異・祭遵に撃退された。その後、光武帝と隗囂の最終的な和平交渉も決裂し、隗囂は公孫述陣営に加わって朔寧王に封じられている。

### 隴西での敗北
建武8年（32年）春、来歙が略陽（天水郡）を奇襲して攻め落とす。王元は隗囂の命により隴坻を守ることで他の漢軍の進攻に備え、隗囂は略陽を包囲攻撃した。しかし数カ月経っても略陽は陥落せず、そこへ光武帝の親征を受けてしまい、隗囂軍は敗走する。
さらに漢に降った王遵の工作により、隗囂軍は次々と切り崩され窮地に陥った。そこで王元は蜀の公孫述への使者となって、救援を求めた。王元は蜀から5千人余りの援軍を借り、行巡・周宗とともに西城（隴西郡）に包囲された隗囂の救援に向かった。漢軍との激戦の末、王元らはついに隗囂を救出し、冀県（天水郡）へ退却することに成功している。また、漢軍も兵糧不足のため撤退し、安定・北地・天水・隴西の各郡は再び隗囂に帰属した。
建武9年（33年）1月、冀県で隗囂が病死したため、王元と周宗はその遺児の隗純を後継の朔寧王として擁立した。また、公孫述の将の趙匡らの援軍も受けている。しかし翌建武10年（34年）10月、隗純らは来歙に落門聚（天水郡冀県）で、最終的な敗北を喫した。隗純と周宗は漢に降伏したが、王元は蜀へ逃れて公孫述から将軍に任命された。

### 蜀での抗戦、降伏
建武11年（35年）6月、公孫述の命により、王元は環安とともに河池・下弁（ともに武都郡）で来歙と戦ったが敗北した。しかし、このときに環安が刺客を放ち、来歙を暗殺している。同年8月、王元は延岑・呂鮪・公孫恢とともに、広漢（広漢郡）・資中（犍為郡）で岑彭率いる漢軍を迎え撃った。しかし岑彭は奇襲作戦で延岑・王元らの後背地である武陽（犍為郡）を占領する。延岑・王元らも正面を受け持った岑彭の副将の臧宮に沈水で大敗した。その後、王元は平陽郷（広漢郡）で漢に降伏している。
漢での王元は上蔡県令、東平国相を歴任した。しかし墾田の不実により有罪となり、投獄されて死亡した。

## 関連記事
- 新末後漢初